# Dụ ngôn về hạt cải

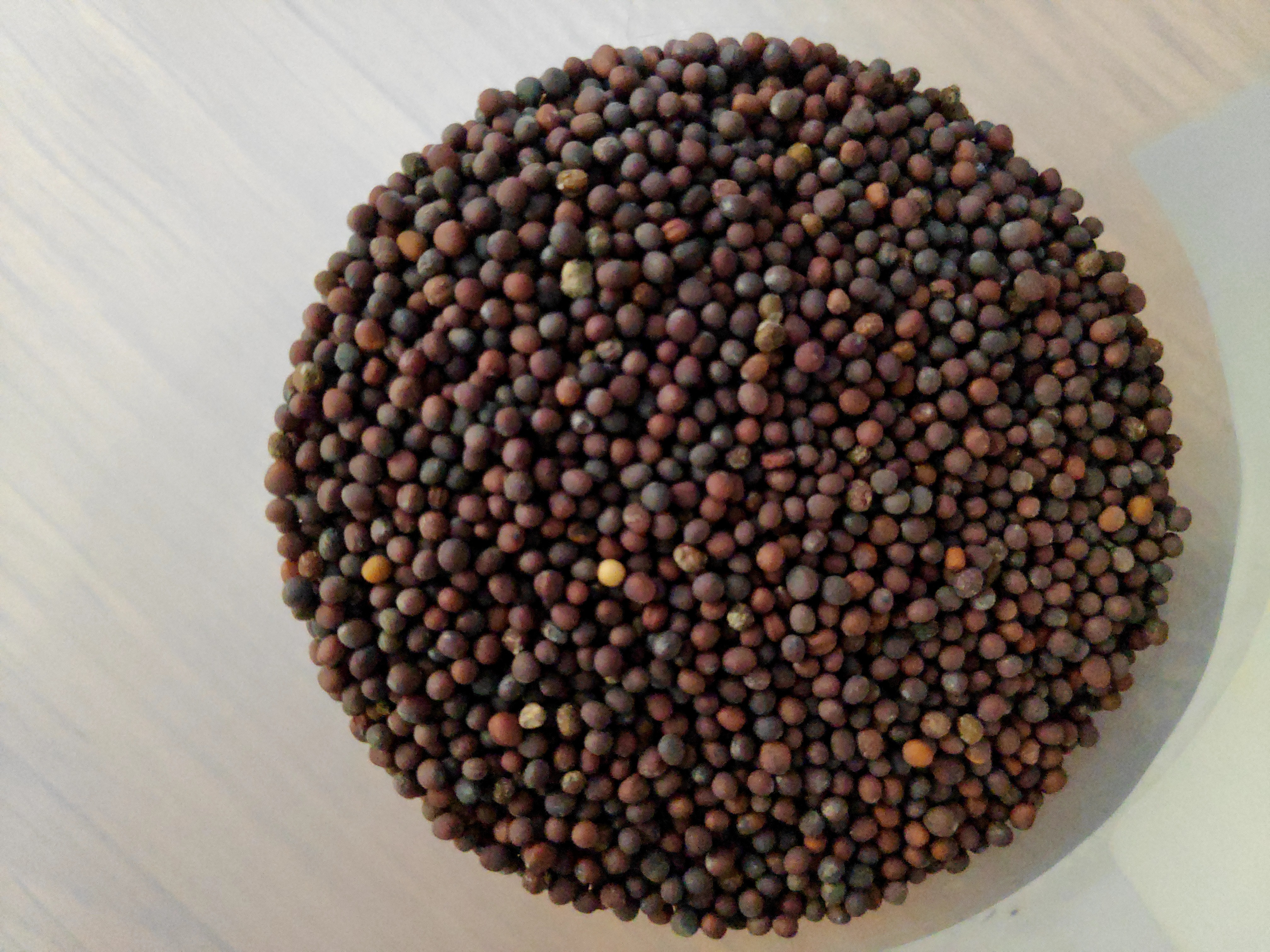
Hạt cải mù tạc.

Dụ ngôn về hạt cải là một trong những dụ ngôn ngắn hơn của Chúa Giê-su. Nó xuất hiện trong các sách Phúc Âm Mát-thêu (13: 31–32), Mác-cô (4: 30–32) và Lu-ca (13: 18–19). Trong các sách Phúc Âm Mát-thêu và Lu-ca, ngay sau dụ ngôn này là Dụ ngôn về men, có cùng chủ đề với dụ ngôn này về Nước Thiên đàng lớn lên từ lúc ban đầu. Nó cũng xuất hiện trong Phúc Âm phi kinh điển của Tôma (ở câu 20).

## Nội dung
Trong sách Phúc Âm Mát-thêu, câu chuyện được ghi như sau:
Nước Trời cũng giống như chuyện hạt cải người nọ lấy gieo trong ruộng mình. Tuy nó là loại nhỏ nhất trong tất cả các hạt giống, nhưng khi lớn lên, thì lại là thứ lớn nhất; nó trở thành cây, đến nỗi chim trời tới làm tổ trên cành được. (Mát-thêu 13: 31–32)

Trong sách Phúc Âm Mác-cô:
Nước Thiên Chúa giống như hạt cải, lúc gieo xuống đất, nó là loại hạt nhỏ nhất trên mặt đất. Nhưng khi gieo rồi, thì nó mọc lên lớn hơn mọi thứ rau cỏ, cành lá xum xuê, đến nỗi chim trời có thể làm tổ dưới bóng. (Mác-cô 4: 30–32)

Trong sách Phúc Âm Lu-ca:
Nước Thiên Chúa giống như chuyện một hạt cải người nọ lấy gieo trong vườn mình. Nó lớn lên và trở thành cây, chim trời làm tổ trên cành được. (Lu-ca 13:19)

## Giải nghĩa

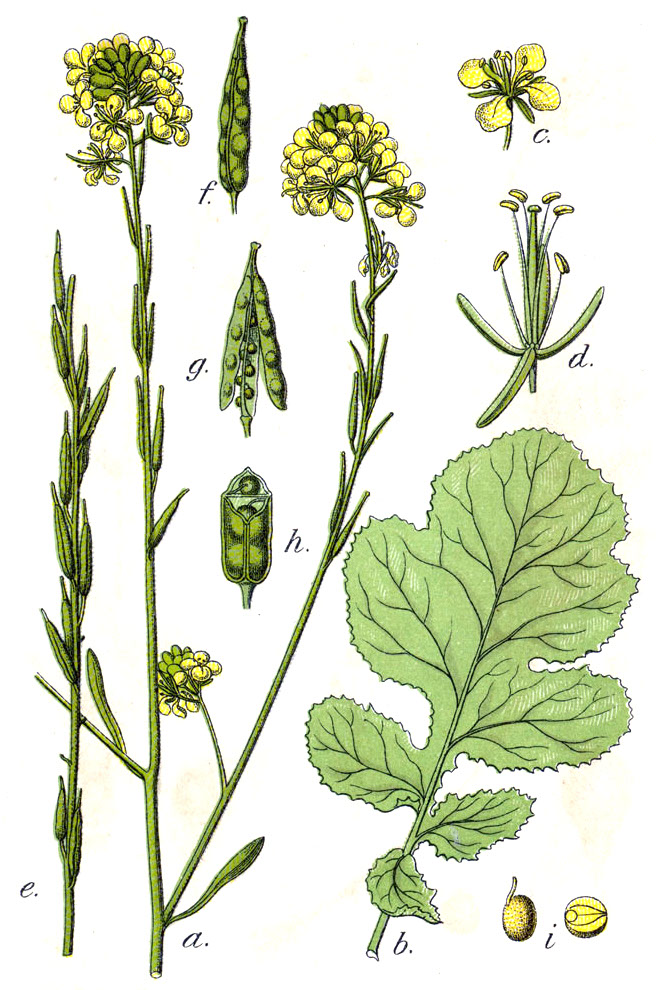
Cây cải mù tạc.

Loài cây được đề cập trong dụ ngôn này (tiếng Hy Lạp: σίναπι, sinapi) thường được cho là cải mù tạc, một loại cây hàng năm lớn, cao tới 2,7 m (9 feet) nhưng lại mọc từ một hạt giống có tiếng là nhỏ (sự nhỏ bé này cũng được dùng để chỉ đức tin trong Mát-thêu 17:20 và Lu-ca 17:6). Theo nguồn của các Rabbi, người Do Thái không trồng cây trong vườn, và điều này phù hợp với mô tả của Mát-thêu là loại cây này mọc trên cánh đồng. Lu-ca kể về dụ ngôn với một cây được trồng trong vườn; điều này có lẽ đang điều chỉnh câu chuyện cho người nghe là người sống bên ngoài vùng Levant.
I. Howard Marshall viết rằng dụ ngôn này "gợi ý về sự lớn mạnh của vương quốc Thiên Chúa từ khởi đầu nhỏ bé đến quy mô toàn thế giới." Dụ ngôn về men (được kể ngay sau đó trong sách Phúc Âm Mát-thêu và Lu-ca) cũng có chủ đề này về sự phát triển mạnh mẽ từ những bước đầu khiêm tốn. Cũng như trong Dụ ngôn về người gieo giống, được kể trước đó trong cùng một đoạn trong cả Mát-thêu và Mác-cô, người đi gieo hạt đại diện cho Chúa Giê-su, và cái cây là Vương quốc của Thiên Chúa.
Học giả Tân Ước Adolf Jülicher xem dụ ngôn về hạt cải như một sự so sánh, hay phép tu từ so sánh / ẩn dụ mở rộng gồm ba phần: phần hình ảnh (Bildhälfte), phần hiện thực (Sachhälfte), và điểm so sánh (teritium comparationis). Phần hình ảnh là hạt cải phát triển thành một cây lớn, phần thực tế là vương quốc của Thiên Chúa, và điểm so sánh là sự lớn mạnh của vương quốc này từ khởi đầu nhỏ bé.
Những con chim làm tổ có thể chỉ những phần kinh Cựu Ước nhấn mạnh đến phạm vi toàn cầu của Nước Thiên Chúa, chẳng hạn như ở sách Đa-ni-ên 4:12. Tuy nhiên, một cây cải trên thực tế hầu như không có khả năng thu hút các loài chim làm tổ, vì vậy "Chúa Giê-su dường như có chủ ý nhấn mạnh khái niệm về sự xa hoa đáng kinh ngạc trong cách ví von của Ngài." Những nhà bình luận khác cho rằng những con chim đại diện cho những người thuộc dân ngoại tìm kiếm nơi ẩn náu với dân Y-sơ-ra-ên hoặc "những kẻ tội lỗi" và những người thu thuế mà Chúa Giê-su bị chỉ trích vì đã tiếp xúc với họ. Một số nhà bình luận xem những con chim theo một góc nhìn tiêu cực, như là sự đại diện cho những giáo sư giả xâm nhập vào hội thánh.
Một số người đã chỉ ra một yếu tố "phá vỡ và gây tai tiếng" của dụ ngôn này, điều đó nằm ở đặc tính phát triển nhanh của cây cải khiến nó là một thứ "cỏ dại ác tính" với "đặc điểm xâm chiếm nguy hại". Pliny the Elder, trong tác phẩm Lịch sử tự nhiên (công bố vào khoảng năm 78 Công nguyên) viết rằng "mù tạc... cực kỳ có lợi cho sức khỏe. Nó mọc dại hoàn toàn, mặc dù nó được cải thiện bằng việc cấy ghép: nhưng mặt khác khi nó đã được gieo một lần, rất khó để giành được vị trí của nó, vì hạt cải khi rơi xuống sẽ nảy mầm ngay."
Ben Witherington lưu ý rằng Chúa Giê-su có thể đã chọn một cái cây thật cho dụ ngôn này, và cây cải thể hiện rằng "Mặc dù quyền cai trị có vẻ nhỏ như một hạt giống trong sứ vụ của Chúa Giê-su, nó chắc chắn sẽ phát triển thành một thứ gì đó to lớn và vững chắc, một số người sẽ đến tìm nơi trú ẩn và những người khác sẽ thấy điều này rất khó chịu và cố gắng loại trừ."